# Desfile dos prisioneiros de guerra alemães em Moscou

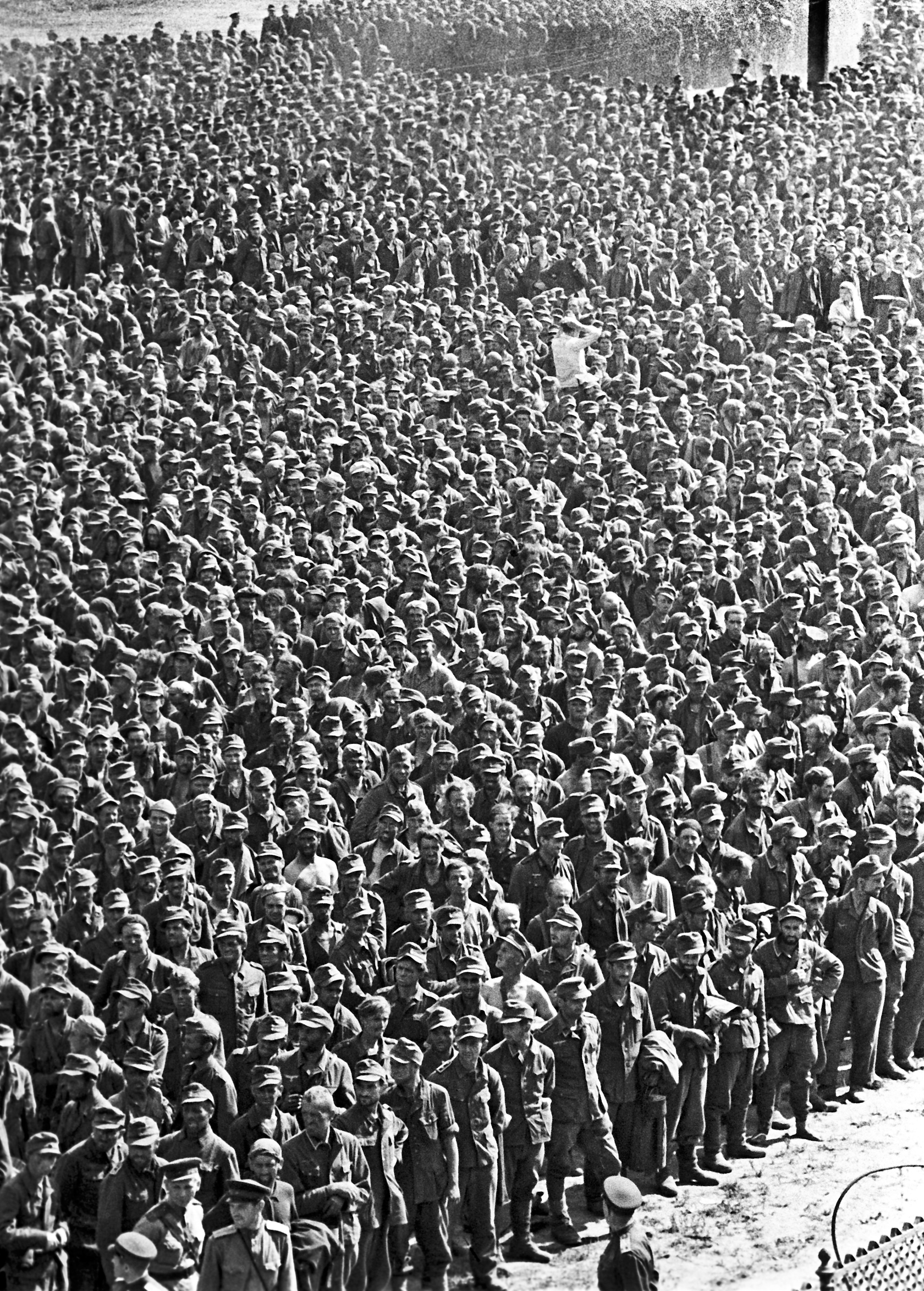
Prisioneiros de guerra alemães em Moscou em 1944.

O desfile dos prisioneiros de guerra alemães em Moscou, também conhecido como a marcha dos vencidos, foi um desfile, organizado em 17 de julho de 1944, nas ruas de Moscou, na União Soviética, de 57.000 prisioneiros de guerra alemães capturados pela Primeira, Segunda e Terceira frentes bielorrussas do Exército vermelho, durante a operação de libertação da Bielorrússia, a Operação Bagration.
Duas procissões foram organizadas, uma de 42.000 prisioneiros e a outra de 15.000 prisioneiros. O primeiro grupo foi reunido perto do estádio-hipódromo de Moscou e do estádio Dínamo, e o seu desfile, com duração de duas horas e 25 minutos, chegou à estação de Kursk, incluindo a rota de Leningrado, a rua Gorki (agora rua Tverskaya) e o anel de jardins, três importantes artérias de Moscou. O segundo grupo chegou à Praça Maiakovski (atual Praça do Triunfo) na Estação Kanachikovo, passando pelo cinturão dos Jardins, Este desfile durou quatro horas e 20 minutos.